# Deverra
En la antigua Roma, deverra o deverrona era la diosa del barrido, del verbo latino deverro que significa barrer. 
La honraban principalmente cuando se servían de una escoba nueva para recoger en un montón el trigo separado de la paja y cuando después del nacimiento de un hijo se barría la casa para impedir, según creían, que entrara el dios Silvano a atormentar a la madre del recién nacido.